# Phyllodromica lativittata
Phyllodromica lativittata är en kackerlacksart som beskrevs av Bohn 1999. Phyllodromica lativittata ingår i släktet Phyllodromica och familjen småkackerlackor.
Artens utbredningsområde är Portugal. Inga underarter finns listade i Catalogue of Life.